# Zoetrope Interactive
Zoetrope Interactive est un développeur de jeu indépendant situé à Istanbul, en Turquie. Leur mission est de développer des jeux de qualité dans lequel les joueurs pourront profiter d'une expérience de jeu unique. Ce sont les créateurs de Darkness Within 2: The Dark Lineage et du moteur de jeu propriétaire CPAGE.

## Jeux
- Darkness Within : À la poursuite de Loath Nolder (2007)
- Darkness Within: The Dark Lineage (2009)
- Conarium (en) (2017)

## L'équipe
- Galip Kartoğlu - Logiciel
- Onur Şamlı - Graphiques
- Oral Şamlı - Graphiques